# Ханс Роберт Яус
Ханс Роберт Яус (на немски: Hans Robert Jauß; 12 декември 1921, Гьопинген — 1 март 1997, Констанц) е германски литературен историк и теоретик, медиевист.

## Биография
Роден в семейство на учители, Яус е възпитан в пиетистки традиции. Учи в гимназията в Еслинген. По време на Втората световна война прекарва 2 години на Източния фронт. След края на войната учи семестър в Прага и завършва в Хайделбергския университет, където сред преподавателите му са Мартин Хайдегер и Ханс-Георг Гадамер. Защитава дисертация в Хайделберг - върху творчеството на Марсел Пруст (1955). Преподава в Мюнстер, Гисен, а от 1966 – в Констанц.
Бил е гост-професор в университети в САЩ, Франция и Белгия.

## Научни интереси
Специалист по романска медиевистика. Активен участник в колоквиумите на изследователската група „Поетика и херменевтика“ (съществувала между 1963 и 1994 г.), като е и редактор-съставител на няколко от томовете с изследванията на групата (Nachahmung und Illusion, 1964; Die Nicht mehr schönen Künste; Grenzphänomene des Ästhetischen, 1968; Text und Applikation, 1981). Един от лидерите на Школата в Констанц (заедно с Волфганг Изер), чиято платформа е известна като рецептивна естетика.

## Признание, отличия
Член на Хайделбергската академия на науките, на Academia Europaea (Кеймбридж). Почетен член на Римската Национална академия деи Линчеи, на Унгарската академия на науките. Почетен доктор на университета в Яш.